# Den mislykkede spionen
Den mislykkede spionen. Fortellingen om kunstneren, journalisten og landssvikeren Alfred Hagn er en norsk faglitteraturbog fra 2010, udgivet på Humanist Forlag. Den handler om den norske spion, kunstmaler, journalist og kirkerestauratør Alfred Hagn (1882-1958) og er skrevet af historikerne Nik Brandal, Eirik Brazier og Ola Teige.
Bogen blev indkøbt af Norsk kulturråd i 2010, og tusind eksemplarer er blevet distribueret til biblioteker over hele Norge.

## Links
- Forlagets præsentation af bogen Arkiveret 1. januar 2011 hos  Wayback Machine